# Цифровые финансовые активы
Цифровые финансовые активы (ЦФА) в России — финансовый инструмент, который удостоверяет цифровые права. К таким правам могут относиться, например, денежные требования, владение эмиссионными ценными бумагами, участие в капитале непубличного акционерного общества, требования передачи эмиссионных ценных бумаг. По сути, российские ЦФА представляют собой токенизированные версии реально существующих активов. Выпуск ЦФА осуществляется с применением технологии блокчейн.

## Принцип действия
При создании ЦФА информация о владельце и сути его прав вносится в систему распределённого реестра (блокчейна). Сами права у владельца ЦФА возникают с момента внесения записи в систему.
Первые операторы ЦФА, зарегистрированные Банком России, начали свою работу только в 2022 году. Такие компании имеют право выпускать ЦФА в обращение. Реестр данных организаций ведёт ЦБ РФ. По состоянию на май 2025 года в России действовало 15 операторов ЦФА.
Также существуют операторы обмена цифровых финансовых активов (ООЦФА). Ими могут выступать российские кредитные организации, организаторы торговли, иные коммерческие и некоммерческие организации. Функция таких операторов — обеспечение заключения сделок с ЦФА. На май 2025 года в России действовали два ООЦФА — Московская биржа и СПБ Биржа

## История
Понятие «цифровые финансовые активы» появилось в российском законодательстве в 2021 году, после принятия специального закона о них. ЦФА в России регулируются федеральным законом № 259-ФЗ «О цифровых финансовых активах, цифровой валюте и о внесении изменений в отдельные законодательные акты Российской Федерации» от 31 июля 2020 года.
Первый оператор ЦФА (платформа «Атомайз») был зарегистрирован в реестре 23 февраля 2022 года.
В июне 2022 года состоялся первый выпуск ЦФА, прошедший на платформе «Лайтхаус».

## Объём рынка
По состоянию на 14 марта 2023 года объём эмиссии ЦФА в России составлял ориентировочно 2 млрд рублей.
По состоянию на 14 апреля 2023 года списки операторов ЦФА и операторов обмена ЦФА включали 5 компаний, каждая из которых обладала соответствующими статусами — блокчейн-платформа Atomyze (инвестором проекта выступают структуры Владимира Потанина), площадка Сбербанка, площадка «Мастерчейн», финтех-компания «Лайтхаус» и принадлежащая Альфа-Банку компания А-токен.
Рекордные 23,3 млрд рублей эмитенты привлекли в ходе 49 размещений в июне 2024 года.
По итогам 2024 года лидером по количеству и объёмам ЦФА стала платформа А-Токен (дочерняя структура Альфа-банка), которая занимает порядка 50 % рынка ЦФА.
По итогам первого квартала 2025 года объём привлечённых средств в эквиваленте цифровых финансовых активов в России составил около 800 млрд рублей. Количество пользователей ЦФА в России достигло 335 тыс. человек, количество эмитентов ЦФА — 350 штук, 60 % из них являлись кредитными организациями.

## Особенности ЦФА по сравнению с другими финансовыми инструментами
- ЦФА не являются средством платежа[16].
- ЦФА не являются криптовалютой, хотя используют для своей работы схожую технологию[2].
- ЦФА позиционируется как более простой, дешёвый и быстрый способ фиксации прав по сравнению с традиционными ценными бумагами[2].
- Торговля ЦФА может осуществляться только на специализированных платформах, внесённых Банком России в соответствующий реестр операторов информационных систем, в которых осуществляются выпуск и обращение ЦФА.
- ЦФА используют не публичные, а частные блокчейны-сети и собственные правила оцифровки активов[1].